# ポルトガルの地域区分
2000年初頭まで、ポルトガルは県（distrito）、都市（município、もしくはconcelho）、そして地区（freguesia）に区分されていた。このうち、市と地域が自治権を持っていた。
現在の憲法では、ポルトガルは自治地域（ポルトガル語：região autônoma）、都市（ポルトガル語：município）、そして地区（ポルトガル語：freguesia）に区分されている。この区分は、経済、文化、そして人口の現状に鑑みて、幾度となく変更を試みられた。県は徐々に使われなくなっているが、新たな地域区分を形成する上での基準として使われている。ポルトガルはさらに、欧州連合による地域統計分類単位（NUTS）に基づいて区分されている。
1998年11月8日には本土を8つの行政地域に分割する案に対する国民投票も行われたが、否決された。
2013年9月12日の法律(75/2013)により、大都市圏（ポルトガル語：”Área metropolitana”）と、都市間共同体（ポルトガル語：Comunidade intermunicipal）に分けられている。

## 欧州連合による区分（NUTS）

### NUTS I
最も大きな区分として、3地域に分けられている。

NUTS II - 地域区分

NUTS III - 準地域区分

- ポルトガル本土
- アゾレス自治地域
- マデイラ自治地域

### NUTS II 及び NUTS III
NUTS Iよりも細かい区分として、7地方（região）と30準地域（subregião）に分けられている。
PT11 ノルテ地方
PT111 ミーニョ・リマ
PT112 カヴァド
PT113 アヴェ
PT114 グランデ・ポルト
PT115 タメガ
PT116 エントレ・ドゥロ・エ・ヴォウガ
PT117 ドゥロ
PT118 アルト・トラスウスモンテス
PT16 セントロ地方
PT161 バイショ・ヴォウガ
PT162 バイショ・モンデゴ
PT163 ピニャル・リトラル
PT164 ピニャル・インテリオル・ノルテ
PT165 ダオン・ラフォエス
PT166 ピニャル・インテリオル・スル
PT167 セーラ・ダ・エストレラ
PT168 ベイラ・インテリオル・ノルテ
PT169 ベイラ・インテリオル・スル
PT16A コヴァ・ダ・ベイラ
PT16B オエステ
PT16C メディオ・テージョ
PT17 リシュボア地方
PT171 グランデ・リシュボア
PT172 ペニンスラ・デ・セトゥーバル
PT18 アレンテージョ
PT181 アレンテージョ・リトラル
PT182 アルト・アレンテージョ
PT183 アレンテージョ・セントラル
PT184 バイショ・アレンテージョ
PT185 レジリア・ド・テージョ
PT15    アルガルヴェ
PT150 アルガルヴェ
PT20 アゾレス自治地域
PT200 アゾレス自治地域
PT30 マデイラ自治地域
PT300マデイラ自治地域

### LAU
NUTS IIIよりもさらに細かい区分として、LAUが採用されている。
LAU I - 都市 （308都市）
LAU II - 地区 （4,261地区）

## ポルトガルによる地域区分

### 大都市圏
大都市圏（ポルトガル語：área metropolitana）は、2013年の地方政府改革に伴って、リスボン大都市圏およびポルト大都市圏の２つとなった。
- リスボン大都市圏 - リスボンなど18市、人口2,821,876人。
- ポルト大都市圏 - ポルトなど17市、人口1,762,524人。

（人口はいずれも2011年のもの）

### 都市間共同体
2003年に通過した大都市圏の作成を促進する法律により次の大都市圏が設定された（アルガルヴェ大都市圏、アヴェイロ大都市圏、コインブラ大都市圏、ミーニョ大都市圏そしてヴィゼウ大都市圏）。しかし、2008年に通過した法律によりこれらは都市間共同体(ポルトガル語：comunidade intermunicipal)となり、2003年からの都市間共同体とあわせて2014年現在、21設定されている。
- アレンテージョ・セントラル（英語版） - エヴォラ
- アレンテージョ・リトラル（英語版） - グランドラ
- アルガルヴェ（英語版） - ファロ
- アルト・アレンテージョ（英語版） - ポルタレグレ
- アルト・ミーニョ（ポルトガル語版） - ヴィアナ・ド・カステロ
- アルト・タメガ（英語版） - シャーヴェス
- アヴェ（英語版） - ギマランイス
- バイショ・アレンテージョ（英語版） - ベージャ
- ベイラ・バイシャ（英語版） - カステロ・ブランコ
- ベイラ・エ・セーラ・ダ・エストレラ（ポルトガル語版） - グアルダ
- カヴァド（英語版） - ブラガ
- ドゥロ（英語版） - ヴィラ・レアル
- レジリア・ド・テージョ（英語版） - サンタレン
- メディオ・テージョ（英語版） - トマール
- オエステ（ポルトガル語版） - カルダス・ダ・ライーニャ
- アヴェイロ（英語版） - アヴェイロ、旧アヴェイロ大都市圏
- コインブラ（英語版） - コインブラ、旧コインブラ大都市圏
- レイリア（英語版） - レイリア
- タメガ・エ・ソウザ（英語版） - ペナフィエル
- テラズ・デ・トラスウスモンテス（英語版） - ブラガンサ
- ヴィゼウ・ダオン・ラフォンイス（英語版） - ヴィゼウ、旧ヴィゼウ大都市圏

## 自治地域
アソーレス諸島とマデイラ諸島は、首都リスボンから離れていることにより、1978年から自治権を与えられている。
- アソーレス自治地域
- マデイラ自治地域

## 過去に使われていた地域区分

### 県

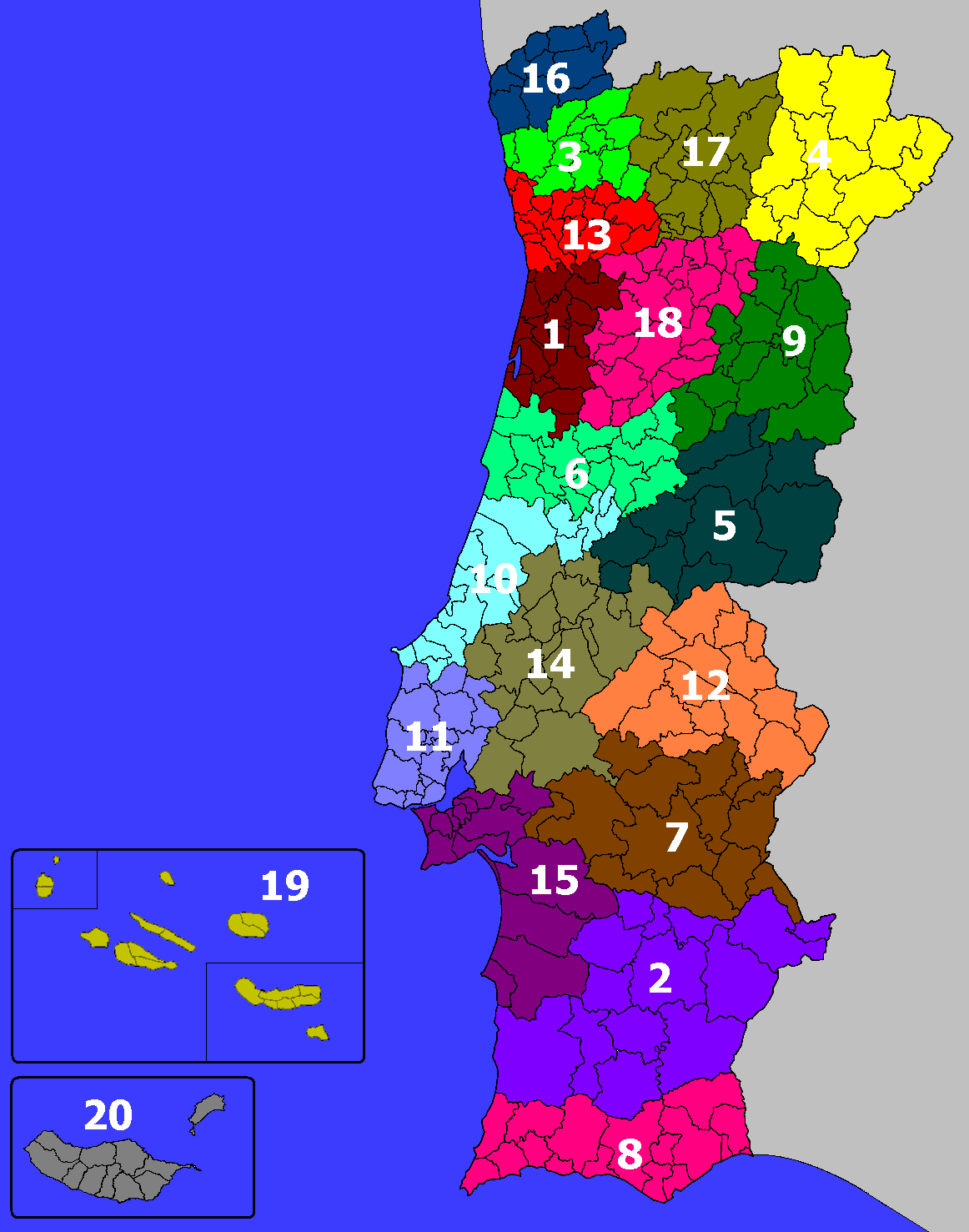
ポルトガルの18県の位置 1 アヴェイロ県、2 ベージャ県、3 ブラガ県、4 ブラガンサ県、5 カステロ・ブランコ県、6 コインブラ県、7 エヴォラ県、8 ファーロ県、9 グアルダ県、10 レイリア県、11 リジュボア県、12 ポルタレグレ県、13 ポルト県、14 サンタレン県、15 セトゥーバル県、16 ヴィアナ・ド・カステロ県、17 ヴィラ・レアル県、18 ヴィゼウ県、19 アゾレス自治州、20 マデイラ自治州

- ブラガンサ県
- ヴィラ・レアル県
- ブラガ県
- ヴィアナ・ド・カステロ県
- ポルト県
- グアルダ県
- ヴィゼウ県
- アヴェイロ県
- カステロ・ブランコ県
- コインブラ県
- レイリア県
- サンタレン県
- ポルタレグレ県
- リスボン県
- エヴォラ県
- セトゥーバル県
- ベージャ県
- ファーロ県
- アゾレス自治州
- マデイラ自治州

### 州

ポルトガルの州区分

州（região/província）は、1936年から1976年まで使われていた区分である。
- トラスウスモンテス＝アルト・ドウロ州
- ミーニョ州
- ドウロ・リトラル州
- ベイラ・アルタ州
- ベイラ・バイシャ州
- ベイラ・リトラル州
- リバテージョ州
- エストレマドゥーラ州
- アルト・アレンテージョ州
- バイショ・アレンテージョ州
- アルガルヴェ州